# ヘンリー六世 第2部

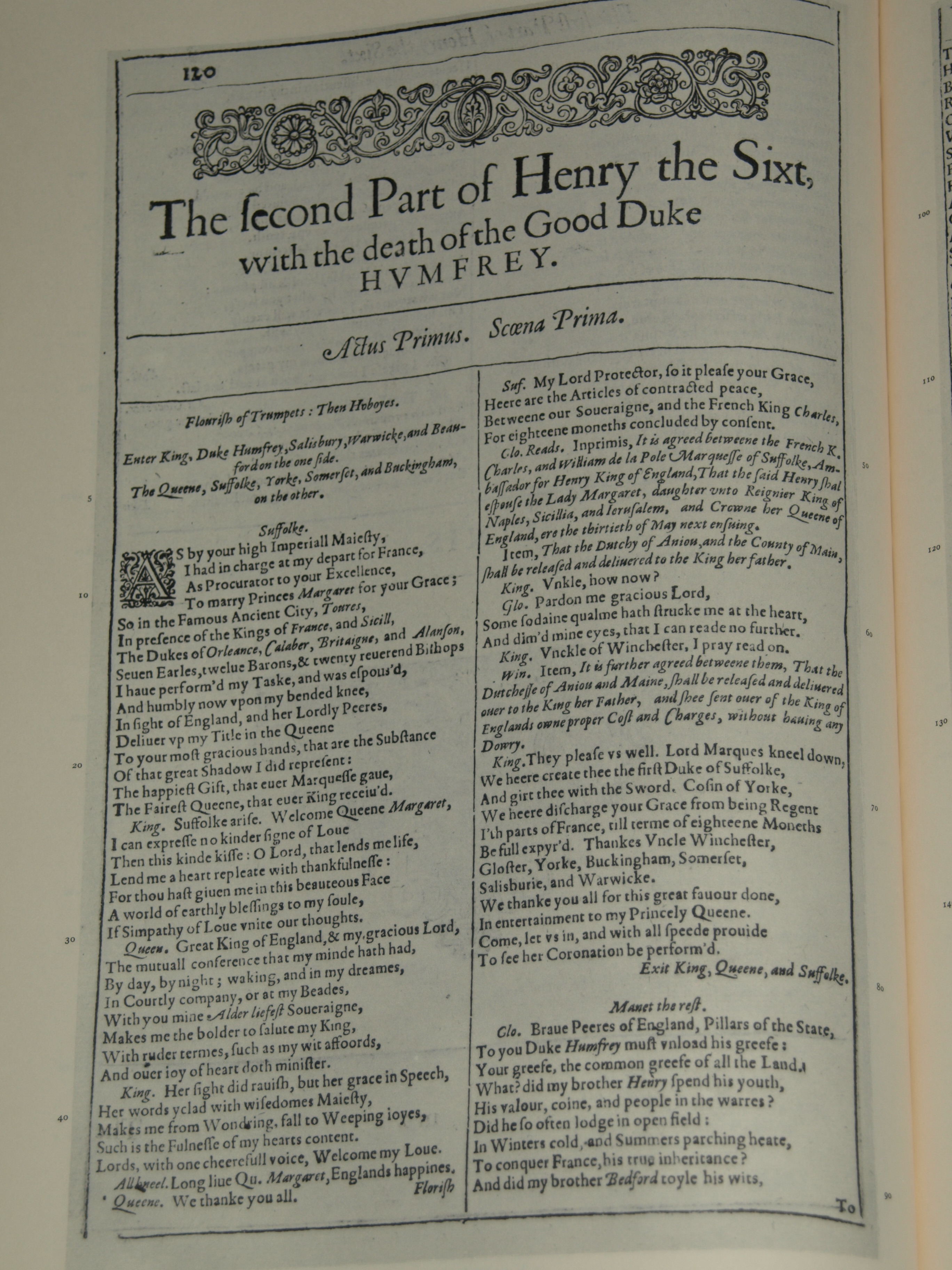
「ファースト・フォリオ」（1623年）の『ヘンリー六世 第2部』の表紙の複写

『ヘンリー六世 第2部』（The Second Part of King Henry the Sixth or Henry VI, Part 2）は、ウィリアム・シェイクスピアの史劇。1590年から1591年頃の作と信じられている。『ヘンリー六世』三部作（『ヘンリー六世 第1部』・『ヘンリー六世 第3部』・『リチャード三世』を含めて薔薇戦争四部作）の第2作にあたり、この作品の成功でシェイクスピアの劇作家としての評価が確立された。

## 材源
シェイクスピアが『ヘンリー六世 第2部』で主に材源にしたのは、ラファエル・ホリンシェッドの『年代記（Chronicles）』（1587年出版の第2版）で、それが劇に「terminus ad quem（目標）」を与えた。エドワード・ホール（Edward Hall）の『ランカスター、ヨーク両名家の統一（The Union of the Two Illustrious Families of Lancaster and York）』（1542年）も参考にしたようで、研究者たちは他にも、サミュエル・ダニエル（Samuel Daniel）の薔薇戦争を題材とした詩にシェイクスピアは通じていたのではと示唆している。

## 創作年代とテキスト
『ヘンリー六世 第2部』は1590年から1591年頃に書かれたものと思われる。フィリップ・ヘンスロー（Philip Henslowe）の日記には1592年3月3日、ストレンジ卿一座によって『ヘンリー六世』が上演されたと記されている。また、他の文献には、シェイクスピアの『ヘンリー六世』三部作の他の2作も1592年に上演されたと書かれている。トマス・ナッシュの『Pierce Penniless』（同年8月登録）には、タルボット卿を扱った人気劇について言及していて、これは（他に該当する劇がないので）『ヘンリー六世 第1部』のことだろう。ロバート・グリーンの『A Groatsworth of Wit』（同年9月登録）というパンフレットには、『ヘンリー六世 第3部』の1行がパロディにされている。『第1部』と『第3部』が1592年に上演されていることから、直接の証拠はないものの、『第2部』もその年に上演されたものと推測される。
1594年に出版された『ヘンリー六世 第2部』は書籍商Thomas Millingtonが同年3月12日に出版業組合（Worshipful Company of Stationers and Newspaper Makers）に登録し、その年のうちに印刷したものである。このテキスト（Q1）は普通『ヨーク、ランカスター両名家の争い 第1部（The First Part of the Contention Betwixt the Two Famous Houses of York and Lancaster）』という題名で知られているが、それは短縮した題名で、正式には『The First Part of the Contention Betwixt the Two Famous Houses of York and Lancaster, With the Death of the Good Duke Humphrey: and the Banishment and Death of the Duke of Suffolk, and the Tragical End of the Proud Cardinal of Winchester, With the Notable Rebellion of Jack Cade: and the Duke of York's First Claim Unto the Crown』である。
この版は2度再版されている（「Q2」1600年、「Q3」1619年）。Q3はウィリアム・ジャガード（William Jaggard）の「フォールス・フォリオ」に収められたものである。
19世紀には、『ヨーク、ランカスター両名家の争い 第1部』はシェイクスピア以外の作者もしく作者たちの作で、シェイクスピアはそれを元に『ヘンリー六世 第2部』を書いたと考えられていた。しかし、現代の批評家たちの意見は、『ヨーク、ランカスター両名家の争い 第1部』は、おそらく『ヘンリー六世 第2部』でサフォーク公およびケイド役の役者が、オリジナルを書き留めたか、記憶を頼りに再現した「悪い四折版（Bad quarto）」であろうと見ている。

## 上演史
1592年以来、『ヘンリー六世 第2部』が公演されることはしばらくなかった。王政復古期に、ジョン・クラウンが『第2部』の第4・5幕と『第3部』全幕（『ヘンリー六世』三部作のほぼ半分）を『内乱の悲惨（The Misery of Civil War）』（1680年）に改訂した。1723年には別の改訂版がTheophilus Cibberによって上演された。『ヘンリー六世』三部作のすべてが個別に上演されるようになったのは20世紀になってからで、1906年以来である。
2016年には、第3部と合わせてBBCがテレビ映画シリーズ『ホロウ・クラウン/嘆きの王冠』の一篇として製作した。

## 登場人物
- 王ヘンリー六世

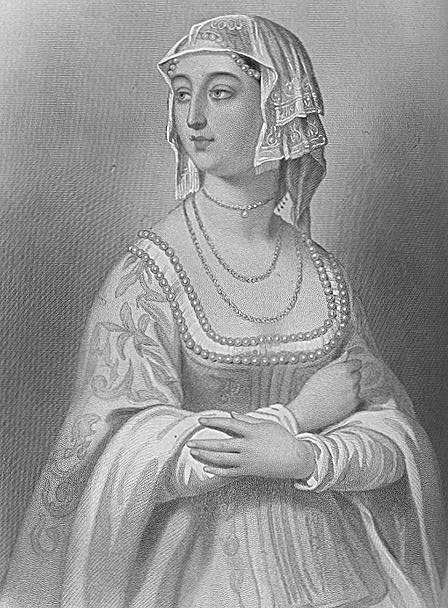
王妃マーガレット・オブ・アンジュー

- グロスター公（Duke of Gloucester） - ヘンリー六世の叔父。
- 枢機卿ボーフォート（Cardinal Beaufort）またはウィンチェスター司教（Bishop of Winchester） - ヘンリー六世の大叔父。
- ヨーク公（Duke of York）
- エドワード（Edward） - ヨーク公の息子。のちのエドワード四世。
- リチャード（Richard） - ヨーク公の息子。のちのリチャード三世。
- サマセット公（Duke of Somerset）
- サフォーク公（Duke of Suffolk）
- バッキンガム公（Duke of Buckingham）
- クリフォード卿（Lord Clifford）
- クリフォード卿の息子（Young Clifford）
- ソールズベリー伯（Earl of Salisbury）
- ウォリック伯（Earl of Warwick）
- スケールズ卿（Lord Scales）
- セイ卿（Lord Say）
- サー・ハンフリー・スタフォード（Sir Humphrey Stafford）
- ウィリアム・スタフォード（William Stafford） - ハンフリーの弟。
- サー・ジョン・スタンリー（Sir John Stanley）
- ヴォクス（Vaux）
- マシュー・ゴフ（Matthew Gough）
- アレグザンダー・アイデン（Alexander Iden） - ケントの紳士。
- 艦隊長（A Sea-Captain）
- 船長（Master）
- 副船長（Master's Mate）
- ウォルター・ウィットモア（Walter Whitmore）
- 2人の紳士たち（Two Gentlemen） - サフォーク公とともに囚われた捕虜
- ジョン・ヒューム（John Hume） - 神父。
- ジョン・サウスウェル（John Southwell） - 神父。
- ロジャー・ボリングブルック（Roger Bolingbrook） - 魔術師。
- トマス・ホーナー（Thomas Horner） - 武具師。
- ピーター・サンプ（Peter Thump）[3] - ホーナーの徒弟。
- チャタムの書記（Clerk of Chartam）
- セント・オールバンズの市長（Mayor of Saint Albans）
- シンコックス（Simcox） - ペテン師。
- ジャック・ケイド（Jack Cade） - 反逆者。
- ジャック・ケイドの仲間たち
  - ジョージ・ベヴィス（George Bevis）
  - ジョン・ホランド（John Holland）
  - 肉屋ディック（Dick the butcher）
  - 織物屋スミス（Smith the Weaver）
  - マイケル（Michael）他
- 2人の殺し屋（two murderers）
- マーガレット（Margaret） - ヘンリー六世の王妃。
- グロスター公爵夫人（Duchess of Gloucester） - エリナー・コバム（Eleanor Cobham）
- マージェリー・ジャーデーン（Margery Jourdain） - 魔女。
- シンコックスの妻（Wife to Simcox）
- 悪霊（Spirit）
- 卿たち（Lords）、貴婦人たち（Ladies）、従者たち（attendants）、伝令たち（heralds）、兵たち（soldiers）、他

## あらすじ

### 第1幕
イングランド王ヘンリー六世と若きマーガレット・オブ・アンジューの結婚から劇は始まる。マーガレットはサフォーク公ウィリアム・ドゥ・ラ・ポールの「protégée（被保護者）」（おそらく愛人）で、サフォーク公はマーガレットを通じてヘンリー六世に影響を与えようと企んでいる。（第1場）
その邪魔になるのが国民に人気のある摂政のグロスター公ハンフリーで、王妃マーガレットはグロスター公爵夫人エリナーと宮廷で優位を競い合う。エリナーはサフォーク公の密偵によって魔術に首を突っ込み（第2場）、その後逮捕される（第4場）。しかし、エリナーが召喚した悪霊はこの劇の登場人物3人の運命を予言し、それは不幸にもことごとく的中することになる。

### 第2幕
ヨーク公リチャードはソールズベリー伯とウォリック伯に自らの王位の正統性を打ち明け、二人の伯はヨーク公の支持を誓う。（第2場）

### 第3幕
グロスター公は、反逆罪で訴えられ、逮捕される。一方、ヨーク公リチャードは、アイルランドの反乱を鎮圧する軍の指揮官に任命される。ヨーク公は、この機会を利用しようとする。元・士官のジャック・ケイドに王国全土を脅かす乱を起こさせ、その鎮圧を名目にアイルランドにいる軍を率いて、イングランドに戻り、王座を手に入れようと計画する。（第1場）
サフォーク公は殺し屋たちを使ってグロスター公を暗殺する。しかし陰謀がばれ、サフォーク公は追放され、マーガレットは悲しむ。（第2場）

### 第4幕
悪霊の「水によって彼は死ぬだろう（by Wa'ter shall he die）」という予言通り、サフォーク公は海賊のウォルター（Walter）に殺害される。（第1場）
マーガレットはサフォーク公の血まみれの首を膝に抱き、悲しむ。（第5場）

### 第5幕
ヨーク公は軍を引き連れてイングランドに戻ったが、ケイドの乱は既に鎮圧されていた。口実を失い、ヨーク公は軍を連れて戻ったのはヘンリー六世をサマセット公から守るためだと弁明する。しかし王妃マーガレットとクリフォード卿の反論に遭い、ヨーク公は王位の正統性を主張し、息子のエドワード（未来のイングランド王エドワード四世）とリチャード（未来のイングランド王リチャード三世）もそれを支持する。（第1場）
（この時リチャードはまだ子供で戦闘では簡単に負かされたという歴史的正確さを無視したのは、シェイクスピアがリチャード三世を大悪役に構築しようとしたからである。）
イングランドの貴族たちは二派に分かれてセント・オールバーンズの戦い（1455年5月22日、薔薇戦争の最初の戦い）を始める。サマセット公は未来のリチャード三世に殺され、クリフォード卿はヨーク公に殺される。クリフォード卿の息子はヨーク家側への復讐を誓う。（第2場）
ヘンリー六世はロンドンに撤退し、ヨーク家軍が追撃するところ（第3場）で劇は終わり、『第3部』に続く。

### 日本語訳テキスト
- ヘンリー六世 シェークスピヤ全集 第28巻（訳：坪内逍遙、新樹社、のち名著普及会）
- ヘンリー六世 全三部（訳：小津次郎・大場建治『世界古典文学全集 43 シェイクスピアⅢ』筑摩書房）
- ヘンリー六世 全三部 シェイクスピア全集（訳：小田島雄志、解説：高村忠明、白水社、のち白水Uブックス 三分冊）
- ヘンリー六世 全三部 シェイクスピア全集19 （訳：松岡和子、ちくま文庫）